# Ochetophila nana
Ochetophila nana es una especie de arbustos de la familia Rhamnaceae. Es originaria de Argentina y Chile.

## Taxonomía
Ochetophila nana fue descrita por (Clos) Kellermann, Medan & Aagesen y publicado en New Zealand Journal of Botany 43: 867. 2005.
Sinonimia
- Colletia nana Clos
- Colletia stipellacea Phil.
- Discaria nana (Clos) Benth. & Hook.f. ex Weberb.
- Discaria nana var. inermis Kuntze
- Discaria nana var. spinosa Kuntze
- Discaria prostrata Reiche
- Discaria prostrata var. inermis Chodat & Wilczek
- Discaria prostrata var. nana (Gay) Suess.
- Ochetophila prostrata Miers[3]